# Symposiachrus leucurus
Symposiachrus leucurus là một loài chim trong họ Monarchidae.